# 共産主義批判の常識
『共産主義批判の常識』（きょうさんしゅぎひはんのじょうしき）は、1949年（昭和24年）に刊行した小泉信三の著作で、古典派経済学の立場から共産主義とマルクス経済学を研究した上で合理的な批判をしたものと評価されている。

## 書誌情報
- 『共産主義批判の常識』新潮社、1949年3月15日、175頁。
- 『昭和文学全集 第27巻（小泉信三集）』角川書店、1953年。 - 収録：「マルクス死後五十年」、「学窓雑記」、「大学生活」、「社会思想史研究」、「読書雑記」、「福沢諭吉」、「共産主義批判の常識」、「私とマルクシズム」、「今の日本」、「読書の記憶」、「共産主義と人間尊重」、「平和論」、「朝の思想」、「旅信」。
- 『共産主義批判の常識』新潮社〈新潮文庫〉、1954年12月25日、225頁。
- 『小泉信三全集 第10巻』文藝春秋、1967年。 - 収録：「共産主義批判の常識」、「私とマルクシズム」、「共産主義と人間尊重」、「追録」。
- 『共産主義批判の常識』日本ソノサービスセンター、1969年2月24日、258頁。
- 『現代日本文学大系97（現代評論集）』筑摩書房、1973年。 - 「共産主義批判の常識」(抄)を収録。
- 『共産主義批判の常識』講談社〈講談社学術文庫44〉、1976年6月30日、228頁。ISBN 978-4-06-158044-2。
- 『共産主義批判の常識』楠茂樹・楠美佐子 解説、中央公論新社〈中公クラシックス J66〉、2017年8月9日、196頁。ISBN 978-4-12-160176-6。 - 小泉 (1954)を改訂再刊。